# Hans Maag
Hans Maag (Zúric, 21 de desembre de 1916 - Zúric, 23 de setembre de 1981) va ser un ciclista suís que fou professional entre 1939 i 1948.
De la seva carrera destaquen les victòries al Tour del Nord-oest i al Tour del llac Léman.

## Palmarès
- 1941
  - 1r al Tour dels Tres Llacs a Morat
- 1942
  - Vencedor d'una etapa a la Volta a Suïssa
- 1945
  - 1r al Tour del Nord-oest
  - 1r al Tour del llac Léman
- 1947
  - 1r a Neuchâtel